# Underwater!

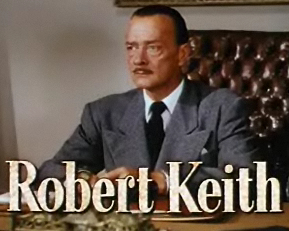
Robert Keith foi para Hollywood, como escritor de diálogos, ainda na década de 1920. Em 1932, retornou à Broadway e só se dedicou ao cinema a partir do final da década seguinte. Ator característico respeitado, interpretou duas vezes o policial que enfrenta Marlon Brando, primeiro em The Wild One e depois em Guys and Dolls. Morreu em 1966. É pai do ator Brian Keith.

Underwater! é um filme norte-americano de 1955, do gênero aventura, em Technicolor, dirigido por John Sturges e estrelado por Jane Russell e Gilbert Roland.

## A produção
Um golpe publicitário marcou o lançamento do filme: duzentos jornalistas e personalidades do cinema voaram para Silver Springs e, vestidos com roupas de banho, aqualungs e nadadeiras, assistiram a projeção a 6 m da superfície. Quem não quis molhar-se pôde ver o filme através das janelas de seis submarinos movidos a eletricidade Truque semelhante foi utilizado para a estreia de The Incredible Mr. Limpet, nove anos mais tarde.
O filme é um veículo para Jane Russell exibir-se de biquíni e outros trajes aquáticos especialmente desenhados, enquanto caça tesouros submersos, em meio a tubarões e piratas modernos.
Após seis meses de filmagens praticamente infrutíferas no Havaí, toda a produção foi transferida para os estúdios da RKO. Um tanque gigante foi instalado nos palcos onde, muitos anos antes, Fred Astaire e Ginger Rogers, através da dança, tornaram-se imortais. Ali o filme foi completado.
Underwater foi o primeiro filme da RKO filmado pelo processo chamado de Superscope, uma espécie de Cinemascope, cujo resultado era uma tela em que a largura media aproximadamente o dobro da altura.

## Sinopse
Johnny Gray, mergulhador que está "sempre procurando arcos-íris", lidera uma equipe formada por sua cética esposa Theresa, mais o aventureiro Dominic Quesada, padre Cannon e a loura secretária Gloria. O objetivo é encontrar um tesouro perdido no Caribe. O navio, descobre-se, está precariamente encarapitado em uma cordilheira submersa. Piratas e tubarões espreitam.

## Elenco
| Ator/Atriz      | Personagem      |
| --------------- | --------------- |
| Jane Russell    | Theresa Gray    |
| Gilbert Roland  | Dominic Quesada |
| Richard Egan    | Johnny Gray     |
| Lori Nelson     | Gloria          |
| Robert Keith    | Padre Cannon    |
| Joseph Calleia  | Rico Herrera    |
| Eugene Iglesias | Miguel Vega     |
| Ric Roman       | Jesus           |